# Зимин, Анатолий Иванович (учёный)
Анатолий Иванович Зимин (10 [22] августа 1895, Гаврилов Посад, Владимирская губерния — 23 марта 1974, Балашиха, Московская область) — советский учёный-металлург, организатор советской научной школы кузнечно-прессового машиностроения. Заслуженный деятель науки и техники РСФСР, доктор технических наук, профессор, основатель и заведующий (1930—1974) первой специализированной кафедры по обработке металлов давлением.

## Биография
Анатолий Иванович Зимин родился 9 (21) августа 1895 года в г. Гаврилов Посад Суздальского уезда Владимирской губернии. Окончил 1-ю Нижегородскую классической мужскую гимназию с серебряной медалью (1913), поступил на механическое отделение Императорского Московского технического училища. В марте 1916 г. Зимин сдал в МТУ экзамен на звание инструктора по шрапнельному производству и с 1 апреля 1916 г. откомандирован в Нижний Тагил на Высокогорский механический завод инструктором снарядного производства и для руководства работами по оборудованию и налаживанию работы снарядного цеха. Работал на оборонных заводах в Перми, Воронеже, Сормове.
30 декабря 1920 г. с отличием окончил МВТУ (первый советский выпуск инженеров) и оставлен в училище для преподавательской деятельности, в вузе проработал с 1921 по 1974 г. Дипломный проект «Бандажный и центропрокатный завод» А. И. Зимин выполнил под руководством профессоров Н. Ф. Черновского и Н. С. Верещагина. В 1924 г. профессор Н. Ф. Черновский поручил ему вести занятия по проектированию кузниц, а в 1925—1926 гг. — курс ковки и штамповки.
По этому же курсу А. И. Зимин с 1924 г. вел практику в Московской горной академии, где руководитель его дипломной практики А. И. Котельников читал курс горячей обработки металлов. С 1925 года уже самостоятельно читал курс штамповки на металлургическом факультете МГА. Кроме Горной академии, преподавал также в Московском механическом институте им. М. В. Ломоносова, Московском вечернем машиностроительном институте и Институте повышения квалификации. В 1922—1927 гг. работал научным сотрудником ЦАГИ, участвовал в создании первых советских цельнометаллических самолетов.
В 1928 г. организовал и возглавил первую в стране кузнечную лабораторию в Московском отделении института металлов (МОИМ), а в 1930 г. организовал в МВТУ и возглавил первую в мире кафедру «Обработка металлов давлением», утвержден в ученом звании профессора. В 30-е гг. участвовал в бусыгинском движении: руководил и участвовал в комплексном исследовании оборудования в кузнечном цехе ГАЗа. Создал и читал в МВТУ курс лекций «Основы проектирования кузнечно-прессовых машин», спецкурсы «Гидродинамика» и «Колебания в кузнечных машинах».
Первый Председатель Всесоюзного научно-инженерно-технического общества кузнецов и штамповщиков (ВНИТОКШ), один из инициаторов создания головного института ЭНИКМАШ и отраслевого журнала «Кузнечно-штамповочное производство».
23 марта 1974 г. Анатолий Иванович Зимин скончался, похоронен на Николо-Архангельском кладбище.

## Научная и педагогическая деятельность
Активно и плодотворно работал практически во всех направлениях кузнечной науки и техники. Автор более 80 изобретений и 175 научных трудов, среди которых фундаментальные исследования по теории и расчётов паровоздушных молотов и винтовых фрикционных молотов (прессов), гидровинтовых и гидроимпульсных пресс-молотов и установок, процессов автоматизации, вопросов культуры и экологии кузнечно-штамповочного производства. Был инициатором нового технико-экономического направления в мощном гидропрессостроении — создании специализированных одноцилиндровых гидропрессов силой 150 и 300 МН с давлением в гидросистеме до 1000 кГ/см2.
В 1957 г. утвержден в ученой степени доктора технических наук без защиты диссертации.
Много работал над своей теорией — «Механикой пластически деформируемых тел» и с 1951 г. регулярно печатал статьи на эту тему в сборниках МВТУ. Ведя исследования по данной проблеме, А. И. Зимин заложил основы вихревой теории пластически деформируемых тел, доказав, что частицы металла при пластическом течении обязаны совершать вращательные движения. Создал «Периодическую систему энерготипов кузнечно-прессовых машин».
А. И. Зимин был членом экспертных советов секций «Машиностроение» и «Металлургия» Комитета по Ленинским и Государственным премиям СССР. Он основатель и редактор сборников МВТУ «Машины и технология обработки металлов давлением».

## Избранные труды
- Зимин, Анатолий Иванович. Винтовой фрикционный пресс [Текст] : (Расчет, метод проектирования и паспортизация) / А. И. Зимин. — Москва ; Ленинград : Огиз — Гос. науч.-техн. изд-во, 1931.
- Зимин А. И. Расчет кривошипных кузнечных машин : Вып. 1- / Проф. А. И. Зимин; ИЗПК. — Москва : ВНИТО машиностроения. Машиностроит. фа-к, 1934.
- Зимин А. И. Программа техминимума для калильщика инструментов : Программу сост. инж. Зимин / Обработал Соколов. — Москва ; Ленинград : Онти. Сектор ведомственной лит-ры, 1936
- Зимин, Анатолий Иванович. Расчет и конструкция кузнечных машин. Ч. I. Паро-воздушные молоты [Текст] : Утв. ВКВШ при СНК СССР в качестве учебника для машиностр. втузов / проф. А. И. Зимин. — Москва ; Ленинград : Машгиз, 1940.
- Зимин А. И. Машины и автомашины кузнечно-штамповочного производства. Часть 1. Молоты: [Учеб. пособие для машиностроит. вузов] : Ч. 1-. — Москва : Машгиз, 1953.
- Зимин А. И., Кагарманов А. Ф., Коцин И. Е. Новые быстродействующие штамповочные гидравлические импульсные машины и установки : Обзор / [А. И. Зимин, А. Ф. Кагарманов, И. Е. Коцин]. — Москва : НИИмаш, 1978.

## Признание
В 1951 г. награжден орденом Ленина, в 1971 г. — вторым орденом Ленина. В 1967 г. А. И. Зимину присвоено почётное звание «Заслуженного деятеля науки и техники РСФСР».
В ознаменование вклада А. И. Зимина в науку на его даче создан Музей кузнечной науки и техники.
Имя Анатолия Ивановича Зимина носит Российская Кузнечная академия (кузнечнаяакадемия.рф), объединяющая выдающихся кузнецов-художников и специалистов в области обработки металлов давлением. В 2018 году Академия отметила свое двадцатилетие.